# 武岗镇
武岗镇，是中华人民共和国安徽省滁州市全椒县下辖的一个乡镇级行政单位。

## 行政区划
武岗镇下辖以下地区：
武岗社区、武岗村、荒草圩村、康合村、官渡村、沙石村和中心村。